# Marc Márquez i Alentà
Marc Márquez i Alentà   (Cervera, 17 de febrer de 1993) és un pilot de motociclisme català que va guanyar vuit campionats del món entre el 2010 i el 2019 (un de 125cc, un de Moto2 i sis de MotoGP). Els seus vuit títols, sis dels quals a la categoria reina, el converteixen en un dels pilots de motociclisme més reeixits de tots els temps. Al costat de Mike Hailwood, Phil Read i Valentino Rossi, és un dels únics quatre campions a haver guanyat mai títols mundials en tres categories diferents. El 2013 va esdevenir el primer campió després de Kenny Roberts a guanyar el títol de la categoria reina en la seva primera temporada i el més jove de la història de la categoria, amb 20 anys i 266 dies. Márquez ha estat el segon català després d'Àlex Crivillé (el tercer espanyol després de Jorge Lorenzo) a guanyar el títol de la categoria reina i és el pilot espanyol de MotoGP més reeixit fins al moment, amb 64 victòries en Gran Premi només en aquesta categoria.
Conegut com al "Tro de Cervera" i, sobretot a l'estranger, "la Formiga de Cervera" (The Ant of Cervera) a causa de la seva curta alçada, Marc és el germà gran del campió del món de Moto3 i Moto2 Àlex Márquez. Tots dos van guanyar alhora sengles títols mundials en dues temporades (2014 i 2019), esdevenint l'única parella de germans a haver-ho aconseguit mai.
Marc Márquez ha estat considerat sovint un dels més grans innovadors de les curses de MotoGP modernes a causa de la seva tècnica als revolts, relativament exagerada, en què s'inclina tant sobre la moto que sembla estar «en perill constant de relliscar». Després d'haver corregut amb l'equip de fàbrica d'Honda des del seu debut a MotoGP el 2013 fins al 2023, Márquez va passar a córrer amb l'equip satèl·lit Ducati Gresini Racing el 2024.

## Èxits al mundial de MotoGP
Márquez va guanyar el campionat del món de 125cc del 2010, el de Moto2 del 2012 i el de MotoGP dels anys 2013, 2014, 2016, 2017, 2018 i 2019. El 2014 va revalidar el seu primer títol de MotoGP guanyant-ne el campionat amb tres rondes d'antelació, durant les quals va guanyar deu curses consecutives. Márquez va igualar el rècord de tots els temps de pole positions en Grans Premis el 2016, a l'edat de 23 anys. Aquell any va aconseguir el títol del 2016 amb tres rondes d'antelació a Motegi i va sentenciar el títol a l'última ronda, a Xest, el 2017. Després va guanyar el títol del 2018 amb tres curses d'antelació i va esdevenir el tercer pilot amb més victòries a la classe reina després de Giacomo Agostini i Valentino Rossi. Va aconseguir el títol de 2019 amb quatre curses d'antelació al Gran Premi de Tailàndia. Márquez es va perdre gairebé tota la temporada comprimida i endarrerida -a causa de la pandèmia de COVID-19- del 2020 (va completar 26 voltes de la primera cursa, abans de caure), així com el començament de la temporada del 2021 a causa de la fractura del braç dret que va patir a l'inici de la temporada anterior. Un cop tornat a les curses aquell 2021, en va guanyar tres i va obtenir un segon lloc, però com que se'n va perdre quatre durant la temporada, només va poder acabar setè. Les temporades del 2022 i 2023, afectat per problemes diversos, no va poder passar del tretzè lloc final al campionat.

## Carrera esportiva

### Primers anys
Fill d'en Julià i la Roser, Marc Márquez ja era un enamorat de les motos des de petit. A tres anys, els Reis li van portar una minimoto de motocròs equipada amb rodetes laterals. Amb aquesta moto va córrer la seva primera cursa. El 1998, a cinc anys, va debutar en competició en la modalitat de l'enduro i el 1999, en motocròs. El 2000 fou subcampió de Catalunya de motocròs-iniciació i el 2001, campió. Va començar a destacar en el motociclisme de velocitat a partir del 2002, quan fou tercer al campionat de Catalunya.
El 2003, quan tenia deu anys, el pilot de Supersport Guim Roda se'n feu càrrec i, gràcies a l'experiència que adquirí amb ell, Márquez començà a encadenar victòries: Campió de Catalunya Open RACC de 49cc el 2003, subcampió de Catalunya de 125cc, darrere de Pol Espargaró, el 2004 i campió els anys 2005 i 2006. El 2007 fou vuitè al campionat d'Espanya de velocitat (CEV) de 125cc. A finals d'any, l'equip Repsol-KTM el fitxà per a competir al mundial com a company de Tito Rabat.
Del 2005 al 2022, Márquez va tenir com a mentor i mànager Emili Alzamora, qui més tard guià també la carrera del seu germà Àlex. Alzamora es va adonar del talent d'en Marc quan aquest tenia dotze anys i competia a la Copa RACC i el va guiar des d'aleshores fins a la màxima categoria.

### Campionat del Món de 125cc
Márquez va debutar al campionat del món de 125cc el 13 d'abril del 2008, al Gran Premi de Portugal, a l'edat de 15 anys i 56 dies. Va aconseguir-hi el seu primer podi el 22 de juny al Gran Premi de Gran Bretanya, la seva sisena cursa de la categoria, esdevenint el català més jove a pujar al podi en un Gran Premi.

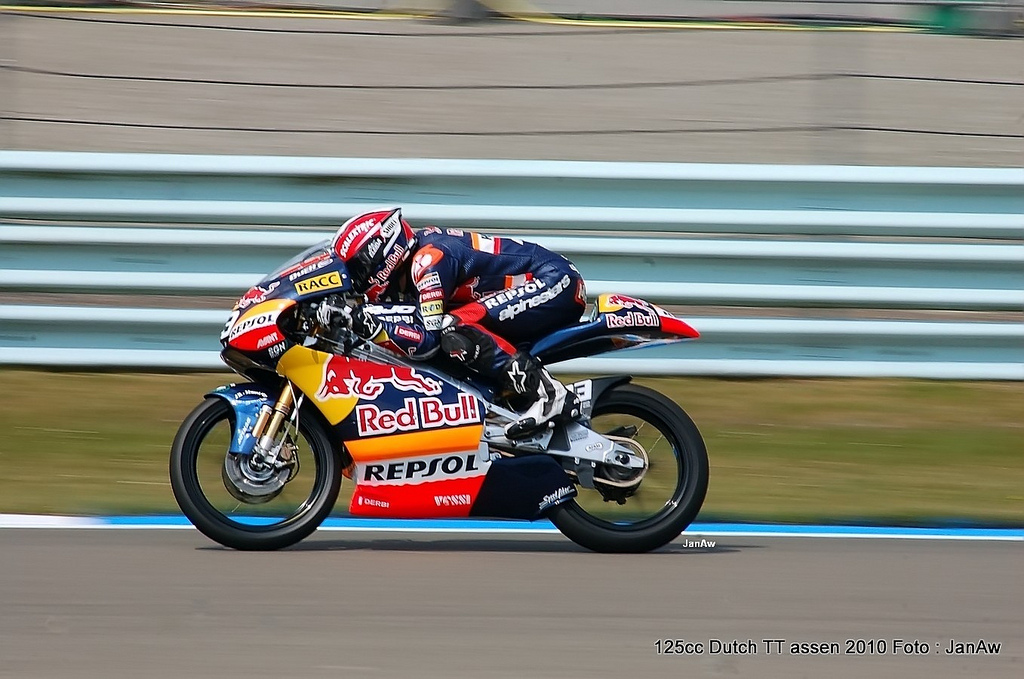
Amb la Derbi a Assen el 2010

El 2009, ja com a pilot de fàbrica de KTM, va aconseguir un altre podi amb un tercer lloc a Jerez abans d'obtenir la seva primera pole position al Gran Premi de França a 16 anys i 89 dies, esdevenint el català més jove a aconseguir-ne una al mundial. També va aconseguir la pole al Gran Premi de Malàisia, però es va retirar d'ambdues curses. La seva primera victòria va arribar el 6 de juny del 2010 -ara, amb la Derbi del seu nou equip, el Red Bull Ajo Motorsport- a Mugello i va tornar a guanyar les tres curses següents a Silverstone, Assen i Montmeló, cosa que el convertí en el pilot més jove a haver guanyat mai quatre curses consecutives. La seva cinquena victòria consecutiva a Sachsenring va ser la número 100 de Derbi en un Gran Premi i Márquez va esdevenir el primer des de Valentino Rossi el 1997 a guanyar cinc curses consecutives de 125cc.
Va tenir menys èxit en les curses següents, baixant al tercer lloc de la classificació provisional, un punt per darrere de Nico Terol i Pol Espargaró, després d'haver patit un accident amb Randy Krummenacher al primer revolt del Gran Premi d'Aragó. Quatre victòries consecutives a partir de Motegi donaren a Márquez un avantatge de 17 punts sobre Terol a falta d'una ronda per al final. A Estoril, la cursa va ser marcada amb bandera vermella a causa de la pluja i Márquez va quedar-hi segon darrere de Terol. En tornar a la graella per a la segona cursa, Márquez va caure a la volta de reconeixement i va haver de tornar a boxes. Després de les reparacions a la moto, Márquez va començar la cursa des del final de tot sense haver pogut sortir de la pit lane abans que tanqués cinc minuts abans de la sortida. Tanmateix, Márquez es va recuperar i va guanyar la cursa, ampliant així el seu avantatge abans de la final de Xest. La seva desena victòria de la temporada el va situar a un punt d'empatar el rècord establert per Rossi el 1997, però no arribaria a fer-ho en quedar quart a la darrera cursa, el Gran Premi de la Comunitat Valenciana. Amb aquest resultat es va proclamar campió del món a només 17 anys i 263 dies, esdevenint el segon més jove de la història després de Loris Capirossi.

### Campionat del Món de Moto2

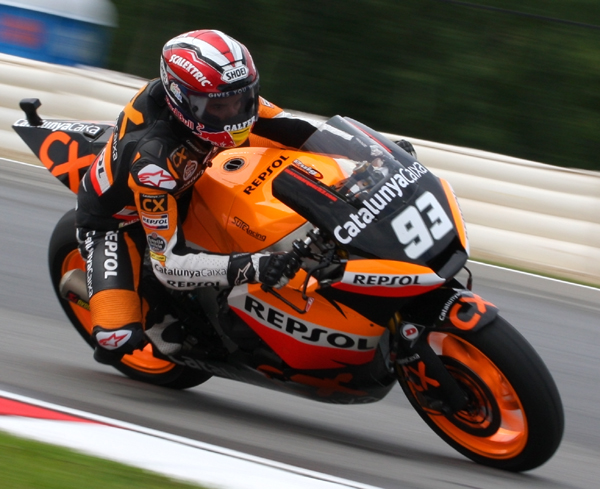
Márquez a Brno el 2011

Márquez va passar a la categoria de Moto2 el 2011, el primer any d'un contracte de dos, com a únic pilot del nou equip Monlau Competición, amb suport de CatalunyaCaixa i Repsol i dirigit pel seu entrenador Emili Alzamora. Va acabar vint-i-unè a Portugal abans d'aconseguir la seva primera victòria a la classe al Gran Premi de França. A la seva cursa local, a Catalunya, Márquez va acabar segon darrere del líder del campionat Stefan Bradl, abans de tornar a caure a Silverstone després d'haver sortit des de la seva primera pole position de Moto2. Bradl aconseguí la seva quarta victòria en les sis primeres curses de la temporada i Márquez va quedar 82 punts per darrere seu. Márquez va escurçar aquesta diferència a mitjan temporada en guanyar sis de les set següents curses i es va situar a només sis punts de Bradl a la classificació provisional. Al Gran Premi del Japó, Márquez va aconseguir la seva setena pole position de la temporada però va acabar segon per darrere d'Andrea Iannone; aquest resultat, combinat amb un quart lloc de Bradl, va permetre a Márquez de prendre-li el lideratge del campionat per un punt. Al Gran Premi d'Austràlia, Márquez es va veure involucrat en un incident amb Ratthapark Wilairot durant els entrenaments; Márquez va topar pel darrere amb Wilairot després d'haver acabat la sessió i va rebre una penalització d'un minut en el seu temps de classificació per conduir d'una «manera irresponsable». La penalització va assegurar que Márquez comencés la cursa des de l'últim lloc de la graella, però es va anar obrint pas durant la cursa i finalment va acabar en tercer lloc. Abans del Gran Premi de Malàisia, Márquez va confirmar que es mantindria a Moto2 la temporada del 2012, després dels rumors d'un imminent pas a MotoGP. Márquez va caure en els primers minuts de la primera sessió d'entrenaments lliures a causa de l'asfalt humit. Després d'absentar-se a les dues sessions posteriors no va poder passar de la trenta-sisena posició a la graella. No va començar la cursa en no passar un examen mèdic abans de l'escalfament del matí. Márquez va assistir a la darrera cursa de la temporada a Xest amb l'esperança d'estar en condicions per a competir, però es va retirar a causa dels seus continuats problemes de visió, donant a Bradl el títol.
El 2012, Márquez va guanyar el títol de Moto2 després de batallar durant tota la temporada amb Pol Espargaró. Un tercer lloc de Márquez al Gran Premi d'Austràlia, tot i la victòria d'Espargaró, va ser prou per donar-li el seu segon títol mundial, abans de passar a la categoria reina per a la temporada del 2013. La seva darrera victòria a Moto2 la va aconseguir a Xest, darrera prova de la temporada, tot i sortir des del trenta-tresè lloc de la graella. Aquesta actuació, que implicava avançar 20 rivals només en la primera volta, va esdevenir la remuntada més gran de la història del mundial. Va acabar la temporada amb nou victòries i només va acabar per sota del podi en tres curses, establint rècords per a la categoria que encara són vigents. El resultat de Márquez va donar a Suter el títol de constructors de la categoria.

### Campionat del Món de MotoGP

#### Repsol Honda Team (2013–2023)
El 12 de juliol de 2012 es va anunciar que Márquez havia signat un contracte de dos anys amb l'equip Repsol Honda a MotoGP, en substitució del retirat Casey Stoner i com a company de Dani Pedrosa, a partir del 2013.
Márquez va provar l'Honda RC213V per primera vegada a Xest després d'acabar el mundial de 2012 fent una volta poc més d'un segon més lent que el seu company d'equip Dani Pedrosa, que va encapçalar les marques de temps. Márquez va tornar a impressionar durant les primeres proves oficials de MotoGP a Sepang, on va acabar els dos primers dies de proves en la tercera posició just darrere de Pedrosa i Jorge Lorenzo i per davant de Valentino Rossi, abans de canviar de lloc amb Rossi l'últim dia. Márquez també va fer una simulació de cursa durant els trams finals de la sessió i els seus temps van ser constants i fenomenals per a un debutant. Márquez va continuar la seva forma impressionant a la prova privada d'Honda a Austin, on va encapçalar els temps durant els tres dies.

##### 2013
Márquez va començar la temporada 2013 amb un podi a Qatar. Es va classificar sisè i finalment va acabar tercer darrere de Jorge Lorenzo i Valentino Rossi. A la segona prova del campionat, al nou Circuit de les Amèriques de Texas, Márquez va vèncer al seu company d'equip Dani Pedrosa i va esdevenir el primer guanyador del nou traçat. En fer-ho, Márquez va esdevenir el guanyador de curses de MotoGP més jove amb 20 anys i 63 dies, superant el rècord aconseguit feia 30 anys per Freddie Spencer.
Márquez va relliscar durant la tercera sessió d'entrenaments lliures sense lesionar-se ni danyar la moto i finalment es va classificar tercer a Jerez. Va acabar la cursa en segona posició darrere del seu company Dani Pedrosa. A Le Mans, Márquez va aconseguir la segona pole de la seva curta carrera a MotoGP, 0,03 segons per davant de Lorenzo. Va patir un mal inici de cursa i va passar moltes voltes a la meitat baixa del top 10, però a mitja cursa va començar a trobar el seu ritme i va anar pujant. Va avançar a Andrea Dovizioso a només dues voltes del final i va aconseguir el seu quart podi en quatre curses, empatant el rècord de Max Biaggi de 1998. Márquez va suportar un cap de setmana dur a Mugello. Després de caure divendres al matí, va tornar a caure a la tarda i va patir una tercera caiguda als entrenaments de dissabte al matí, però se'n va recuperar i es va classificar a la segona fila de la graella per a la cursa. Va patir la seva quarta caiguda del cap de setmana a només 3 voltes del final -fou la seva primera retirada des que havia debutat a la classe reina.
A Montmeló, Márquez va acabar la cursa en tercer lloc. A Assen va patir una caiguda durant els entrenaments matinals que li va causar petites fractures al dit petit de la mà dreta i també al dit gros del peu esquerre. Va acabar la cursa en tercer lloc. A Sachsenring, després de les lesions dels principals rivals Pedrosa i Lorenzo, Márquez va aconseguir la seva tercera pole position de MotoGP. Després d'una sortida discreta, va anar pujant fins a prendre el lideratge al final de la cinquena volta i ja no el va perdre malgrat una forta càrrega a final de cursa de Cal Crutchlow, fins que va guanyar amb 1,5 segons de marge. A Laguna Seca, Márquez va replicar l'avançament que Rossi li havia fet a Casey Stoner al mateixa revolt el 2008 en avançar a l'italià. Va guanyar la seva tercera cursa de l'any i va ampliar el seu lideratge al campionat a 16 punts sobre Dani Pedrosa.
A Indianàpolis, Márquez va aconseguir la pole position per 0,5 segons davant Jorge Lorenzo. A la cursa, Márquez va fer una escapada a mitja cursa i es va situar darrere de Lorenzo i Pedrosa. A la volta 12, Márquez va superar Lorenzo i va prendre el lideratge. Lorenzo i Pedrosa van poder mantenir el ritme de Márquez durant unes quantes voltes, però a les últimes es va ampliar la diferència i Márquez va aconseguir la seva quarta victòria de l'any per poc més de 3 segons. A Brno s'hi va veure un intens duel entre Márquez i Lorenzo. Lorenzo va fer una gran sortida i va liderar la cursa al primer revolt. Tots dos van procedir a intercanviar llocs en diverses ocasions fins que Márquez va avançar definitivament Lorenzo al revolt 3 a poc menys de quatre voltes per al final; Márquez va esdevenir el primer pilot a guanyar quatre curses consecutives de MotoGP des de Valentino Rossi el 2008.

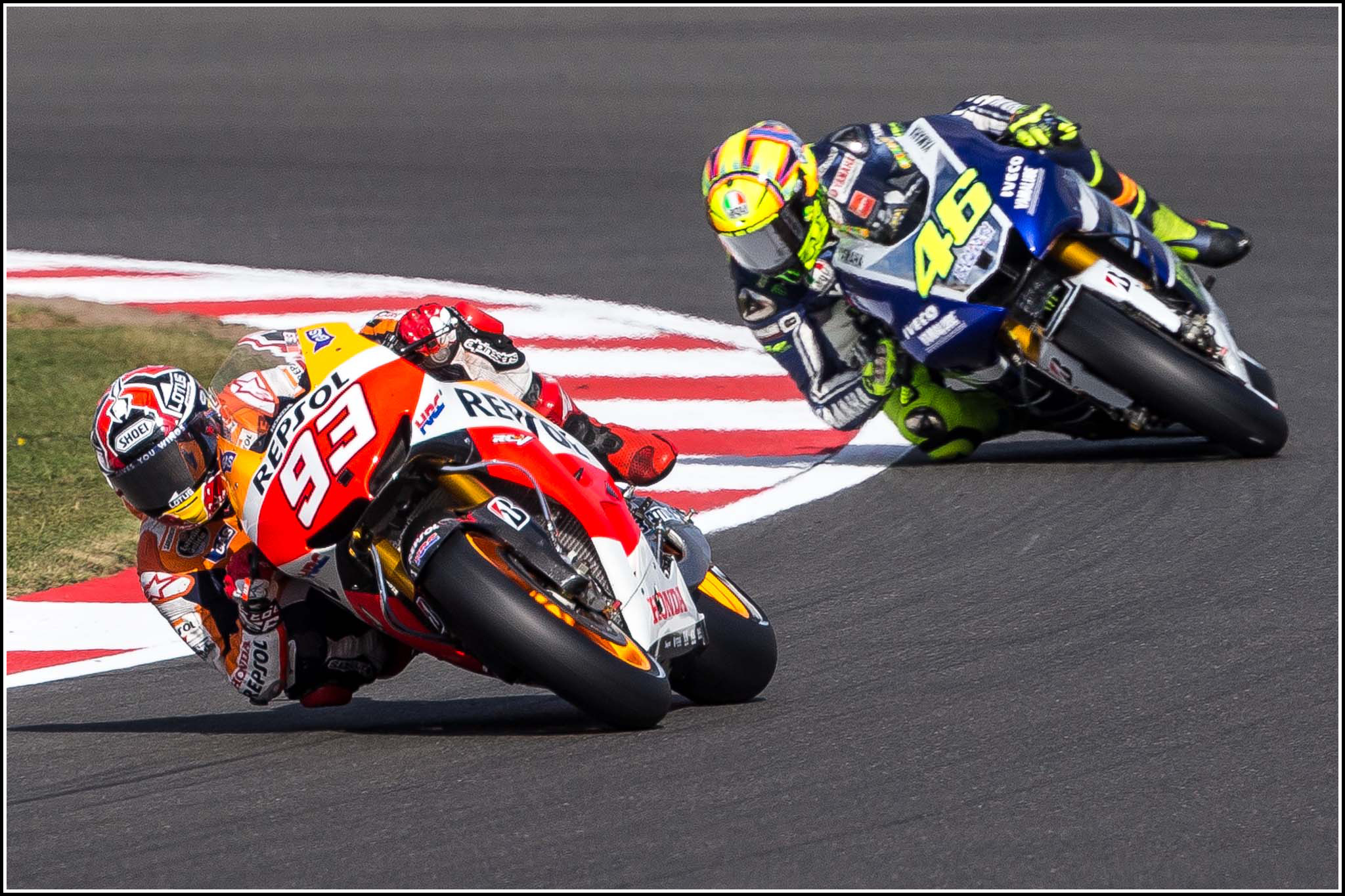
Márquez i Valentino Rossi al GP de Gran Bretanya el 2013

A Silverstone, durant l'escalfament de diumenge al matí, Márquez va caure i es va fer una luxació a l'espatlla. La cursa va ser un duel entre Márquez i Lorenzo a les primeres voltes, en què es van allunyar de la resta. A les darreres voltes, tots dos van intercanviar llocs i es van arribar a tocar; Márquez va avançar a Lorenzo a només uns quants revolts del final, però Lorenzo el va tornar a avançar i Márquez va acabar segon. A Misano, Márquez va tornar a estar al capdavant de la sessió de classificació amb més de mig segon sobre Lorenzo i va aconseguir la pole position. Márquez va acabar la cursa en segon lloc darrere de Lorenzo. A l'Aragó, Márquez va sortir des de la pole per setena vegada aquell any. Márquez va tornar a perdre l'avantatge davant Lorenzo al primer revolt i es va trobar a 2 segons de Lorenzo, però aviat va recuperar temps i finalment va creuar la línia de meta amb més d'un segon d'avantatge en aconseguir la seva sisena victòria de la temporada. A manca de quatre curses pel final del campionat, Márquez tenia 278 punts, 39 per davant del segon classificat Lorenzo.
A Sepang, Márquez va aconseguir la seva quarta pole position consecutiva. A la cursa, va fer una altra mala sortida i va lluitar amb Rossi per la tercera i quarta posició a les primeres voltes, fins que va acabar en segon lloc. A Phillip Island, Austràlia, Márquez va ser desqualificat de la cursa, reduint el seu avantatge al campionat sobre Lorenzo (que va guanyar) de 43 punts a 18 quan faltaven dues rondes per al final. A Motegi, Márquez es va recuperar d'una forta caiguda al matí i va acabar la cursa segon darrere de Lorenzo. El resultat va reduir el seu avantatge al campionat a 13 punts, la qual cosa volia dir que amb un quart lloc a Xest n'hi hauria prou per a proclamar-se campió encara que Lorenzo guanyés. Márquez va començar la cursa des de la pole però va tenir una mala sortida i es va situar tercer. Márquez va deixar que Dani Pedrosa fes la major part de l'atac primerenc a Jorge Lorenzo; llavors Lorenzo va avançar després d'un ensurt i va guanyar la cursa, mentre que Pedrosa i Márquez van quedar segon i tercer respectivament, cosa que va fer que Márquez es convertís en campió del món de MotoGP, el més jove de la història del campionat.

##### 2014
La temporada del 2014 va començar bé per a Márquez, amb els millors temps en els tres dies de les primeres proves a Malàisia. Després va patir una fractura a la cama dreta i no va poder participar en les segones proves de Malàisia ni en les de pneumàtics de Phillip Island.
La primera cursa de la temporada es va celebrar a Losail, Qatar. Márquez va avançar de manera constant en els entrenaments i va mostrar un bon ritme dissabte a la tarda fins que va aconseguir la pole position. Durant la cursa va fer una sortida mitjana i va baixar fins a la quarta posició a la primera volta. Márquez va anar treballant pacientment fins que es va atansar al grup del davant i va aguantar una tensa batalla amb Valentino Rossi durant la segona meitat de la cursa, guanyant finalment per 0,259 segons. També va guanyar les cinc rondes següents a Texas, Argentina, Espanya, França i Itàlia, totes des de la pole position.

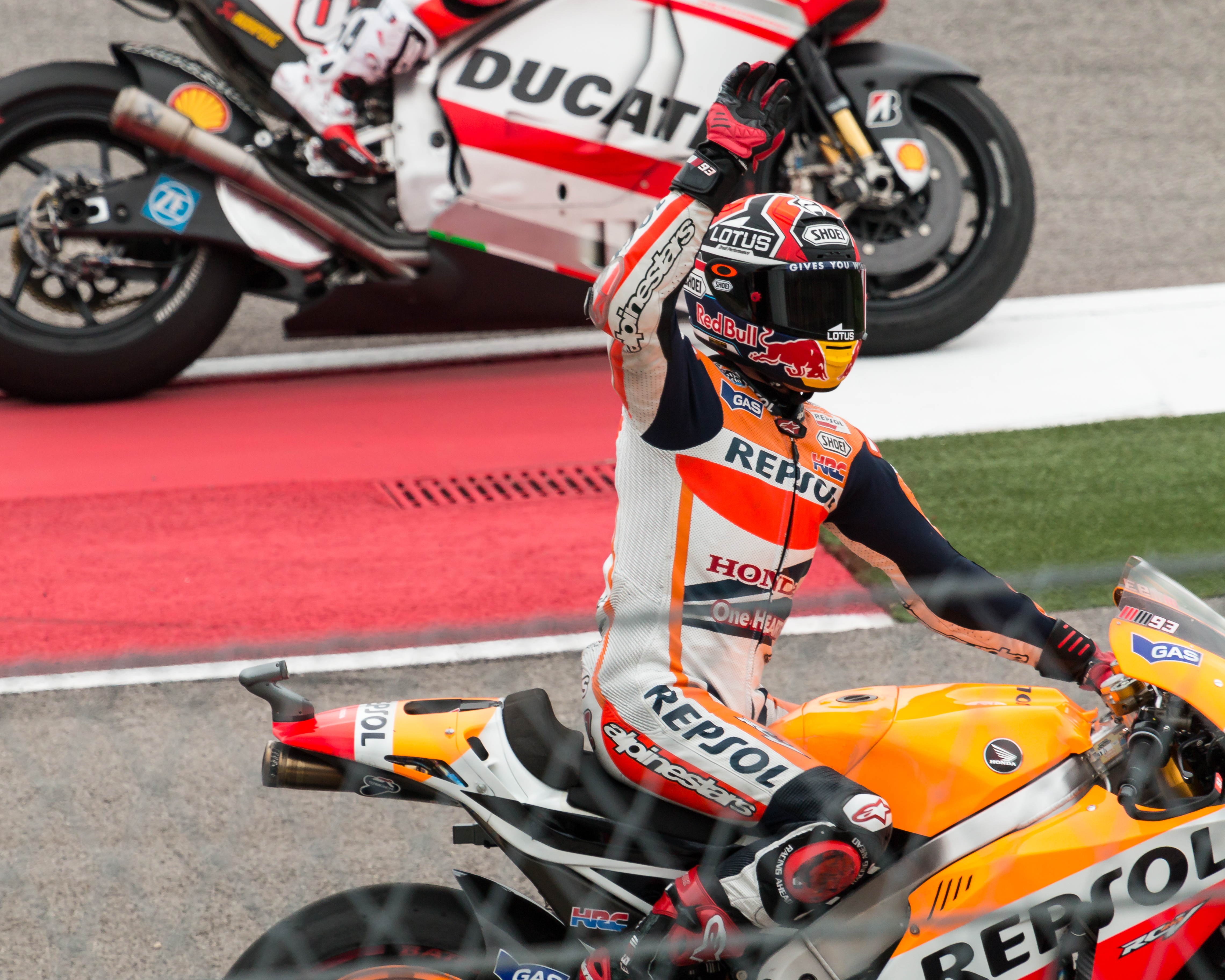
Márquez després de guanyar el GP de les Amèriques del 2014

Al Gran Premi de Catalunya, Márquez no va aconseguir la pole position sinó que fou el tercer classificat després d'haver caigut durant la sessió, però a la cursa, després d'aguantar els atacs del seu company d'equip Pedrosa i els pilots de Yamaha Lorenzo i Rossi, Márquez va poder guanyar la seva setena cursa consecutiva, ampliant el seu avantatge al campionat a 58 punts sobre Rossi. Com que el seu germà petit Àlex havia guanyat la cursa anterior de Moto3, els dos Márquez es van convertir en els primers germans a guanyar sengles curses del mundial el mateix dia. Els germans Márquez van repetir la gesta al Dutch TT dues setmanes més tard. Al Gran Premi d'Alemanya, Marc Márquez va tornar a guanyar la cursa, convertint-se així en el pilot més jove a guanyar nou curses consecutives i en la classe reina. Amb una desena victòria consecutiva a Indianapolis, Márquez va esdevenir el tercer pilot a aconseguir aquesta fita a la classe reina, després de Mick Doohan i Giacomo Agostini.
Márquez va patir la seva primera derrota de la temporada a Brno, però va guanyar la següent cursa a Silverstone derrotant a Jorge Lorenzo. A Misano, Márquez es va estavellar mentre lluitava pel lideratge de la cursa amb Valentino Rossi; va reprendre la cursa i, gràcies a la retirada a l'última volta d'Aleix Espargaró, encara va poder aconseguir un punt. Márquez i Pedrosa es van estavellar sota una pluja intensa al final de la cursa a Aragó i van acabar tretzè i catorzè, mentre que Lorenzo guanyà la seva primera cursa de l'any després d'aturar-se quan anava tercer per a canviar la motocicleta per la de circuits humits. Márquez va aconseguir el seu segon títol a Motegi quan restaven tres rondes pel final de la temporada. A Phillip Island, Márquez va aconseguir la seva dotzena pole position de la temporada, igualant el rècord de Casey Stoner del 2011, però es va estavellar mentre liderava la cursa -la seva primera retirada des del Gran Premi d'Itàlia del 2013. A Sepang, Márquez va batre el rècord de Stoner en aconseguir la seva tretzena pole position de la temporada i la cinquantena de la seva carrera. Va aconseguir la seva dotzena victòria de la temporada, igualant el rècord de Mick Doohan de victòries a la classe reina en una sola temporada de 1997. El resultat de Márquez també va ser prou bo perquè Honda obtingués el campionat de constructors, amb una cursa d'antelació. A l'última cursa, a Xest, Márquez va batre el rècord de Doohan amb la seva tretzena victòria de la temporada.

##### 2015
La temporada de MotoGP del 2015 va començar amb Márquez, un cop més, com a favorit, però va arrencar a poc a poc amb un cinquè lloc a Qatar, després que un error al revolt 1 el fes caure al fons del grup de pilots. Va guanyar la segona cursa de la temporada, a Texas (el seu tercer triomf consecutiu en aquell circuit). A l'Argentina, Márquez va sortir des de la pole position i després va liderar la cursa amb un avantatge màxim de quatre segons. Tot i així, Valentino Rossi va reduir la diferència i a la volta 22 va atènyer Márquez. Tots dos van entrar en contacte al revolt 5 quan faltaven dues voltes per al final i Márquez es va estavellar, cosa que fou la seva primera retirada des del Gran Premi d'Austràlia del 2014. Va acabar segon darrere de Jorge Lorenzo a Espanya, tot i córrer amb un dit de la mà esquerra fracturat després d'un accident en una cursa de dirt track una setmana abans. A França, Márquez va aconseguir la seva tercera pole position de la temporada però va baixar a la setena posició al començament. Va avançar Cal Crutchlow, que es va estavellar, i a la volta 22 va entaular un duel per la quarta posició amb Bradley Smith i Andrea Iannone, que corria malgrat la lesió a l'espatlla esquerra, i finalment Márquez va acabar en quarta posició per davant de l'italià.

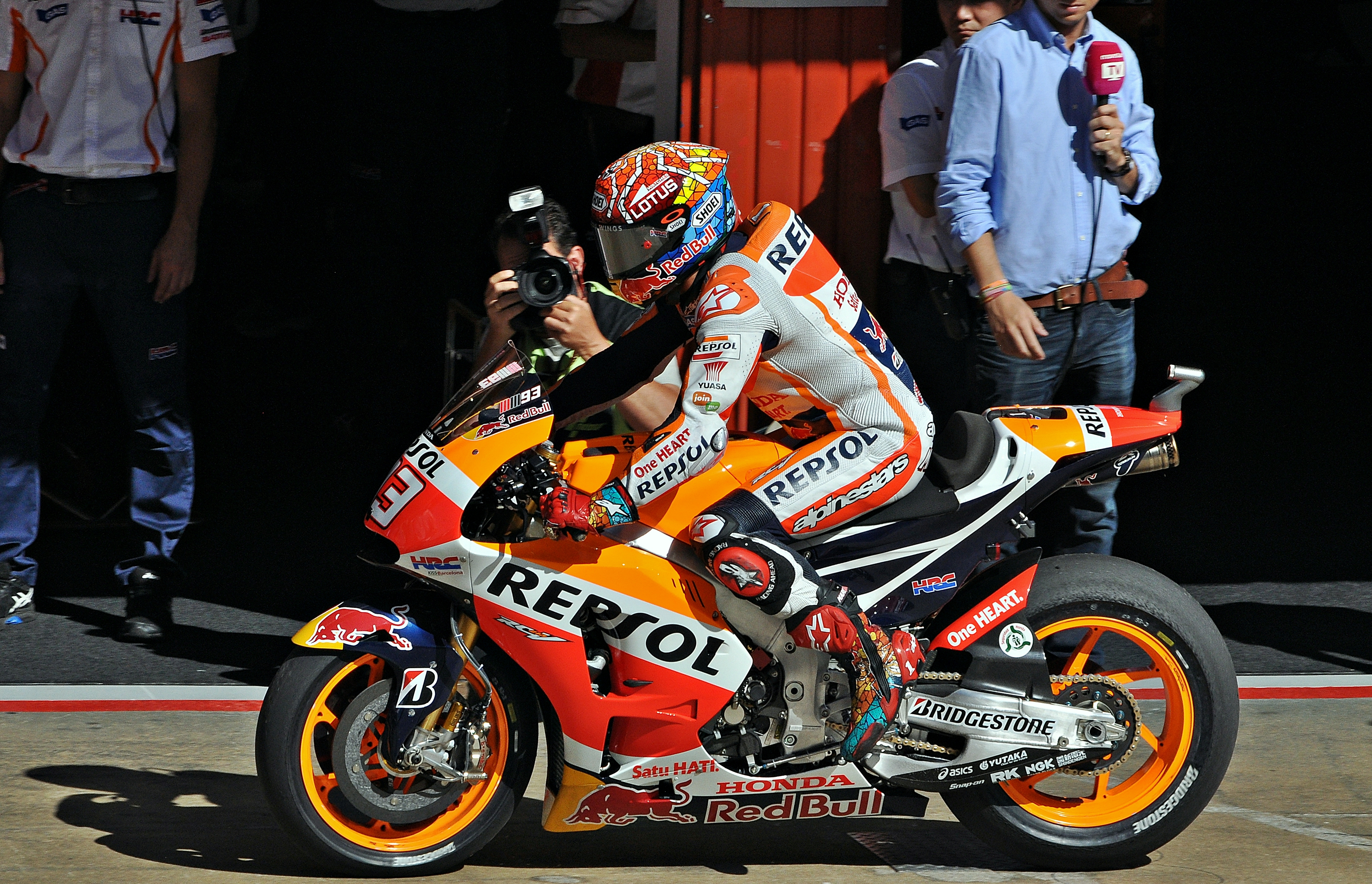
Al GP de Catalunya del 2015

Márquez no va acabar les curses a Itàlia i Catalunya, però va tornar al podi amb un segon lloc a Assen, després d'un llarg duel amb Rossi. Márquez va aconseguir victòries successives a Alemanya i Indianàpolis, abans d'acabar en segon lloc a Brno. Márquez es va estavellar a Silverstone amb la pista en condicions humides, però va guanyar a Misano. Va tornar a caure a Aragó i un quart lloc a Motegi va acabar amb les seves esperances de conservar el títol. En la seva cursa número 130, al Gran Premi d'Austràlia, Márquez va aconseguir la seva cinquantena victòria en Gran Premi, esdevenint el novè pilot a assolir aquesta marca i el més jove a fer-ho, a 22 anys i 243 dies, amb un avançament a Lorenzo a l'última volta. Márquez va caure a Malàisia després de xocar amb Valentino Rossi. L'incident va ser revisat per la direcció de la cursa i Rossi va rebre tres punts de penalització, prou per obligar-lo a sortir des del fons de la graella a la cursa final a Xest. Allà, Márquez va acabar segon darrere de Lorenzo i el mallorquí va guanyar el títol mundial.

##### 2016
Després d'haver començat l'any amb un tercer lloc a Qatar i una ajustada victòria a l'Argentina per problemes amb els pneumàtics, Márquez en va aconseguir una de segona en dominar el Gran Premi de les Amèriques a Texas amb una victòria de 6 segons sobre Lorenzo i va obtenir el lideratge del campionat. La primera cursa europea, a Jerez, va ser la primera prova de la nova mentalitat, més pacient, de Márquez i ho va demostrar en acabar tercer darrere dels pilots de Yamaha Rossi i Lorenzo. Le Mans no va ser una bona cursa per a Márquez, ja que la seva Honda va patir una falta d'acceleració que el va portar a arriscar a les zones de frenada per intentar mantenir-se al podi. Finalment, va acabar tretzè després d'una caiguda amb el pilot de Ducati Andrea Dovizioso a la volta 7.
Després del mal resultat a França, Márquez i el seu equip van treballar per millorar els resultats i mantenir el lideratge. La seva feina els va donar tres segons llocs en les tres curses següents -Itàlia, Espanya i el Dutch TT- i el primer lloc a Sachsenring. Després d'aquests quatre bons resultats, va afluixar amb una cinquena posició al Red Bull Ring d'Àustria, seguida d'una tercera posició a Brno i dues de quartes a Silverstone i Misano. Però després va arribar el Gran Premi d'Aragó, on Márquez es va sentir molt còmode. Va dir que pensava que el Motorland s'adaptava millor al seu estil de pilotatge i ho va demostrar guanyant la cursa.
Márquez va aconseguir el seu cinquè títol mundial, tercer de MotoGP, a Motegi quan restaven tres rondes per al final del campionat després que Valentino Rossi i Jorge Lorenzo caiguessin durant la cursa. L'equip de Márquez va crear una samarreta amb el logotip «Give me five» per celebrar el seu cinquè títol mundial. Les tres darreres curses eren Austràlia, Malàisia i València. A Austràlia, Márquez va caure mentre liderava la cursa, després va caure mentre perseguia el trio líder a Malàisia en condicions difícils de pluja, però va tornar a pujar a la moto i va acabar en onzena posició sumant 5 punts més al seu compte.
Márquez va acabar la temporada amb un segon lloc al Gran Premi de la Comunitat Valenciana després de batallar per superar a Valentino Rossi i Andrea Iannone en la primera part de la cursa. Márquez va aconseguir separar-se d'ells a la segona meitat i va començar a reduir la diferència amb el líder de la cursa, Jorge Lorenzo, volta a volta, tot i que no li va servir perquè la cursa ja s'acabava i Lorenzo va creuar la línia de meta un segon per davant seu.

##### 2017
Márquez va començar la temporada del 2017 amb un quart lloc a Qatar, seguit d'una caiguda mentre liderava la cursa a l'Argentina. Va aconseguir la seva primera victòria de l'any a Texas, seguit del segon lloc darrere del seu company Pedrosa a Jerez. Després va patir una segona caiguda a França, seguida d'un decebedor sisè lloc a Mugello, lluitant en ambdues curses amb la manca d'acceleració de l'Honda als revolts. Va quedar segon a Catalunya, tot i patir diverses caigudes durant els entrenaments i la sessió de classificació. Després va aconseguir un altre podi als Països Baixos, superant a Andrea Dovizioso i Cal Crutchlow en un ajustat duel al final de la cursa.
Malgrat tot, a partir d'aleshores la fortuna va començar a canviar a favor de Márquez, aconseguint la seva vuitena victòria consecutiva s Sachsenring alhora que prenia el lideratge del campionat. A continuació, va aconseguir victòries consecutives a la República Txeca, després de superar els seus rivals posant-se aviat pneumàtics llisos en una pista encara humida. Una setmana més tard, a Àustria, va perdre per poc davant Dovizioso en una cursa emocionant. Després va patir una rara fallada de motor a Silverstone, mentre que Dovizioso va aconseguir una altra victòria, deixant la parella empatada a punts al capdavant de la classificació provisional. Llavors va lluitar per dues victòries consecutives, primer en una cursa humida a Misano i després a l'Aragó. Al Japó va ser derrotat de nou en un duel d'última volta per Dovizioso, en una situació similar a Àustria, però va guanyar una setmana després a Austràlia, en la que ha estat considerada una de les curses més grans dels últims anys, mentre que Dovizioso va acabar tretzè després de sortir de la pista. Márquez no va poder sentenciar el títol a Malàisia i va quedar quart, mentre que Dovizioso va guanyar, cosa que va deixar el títol pendent de decidir a l'última ronda de Xest. Márquez començà la cursa des de la pole però va evitar per poc una caiguda després d'una espectacular maniobra de salvament a la primera volta, baixant de la primera a la cinquena posició. Tanmateix, moments més tard, Dovizioso va caure al revolt vuit, donant-li immediatament a Márquez el seu sisè títol mundial.

##### 2018

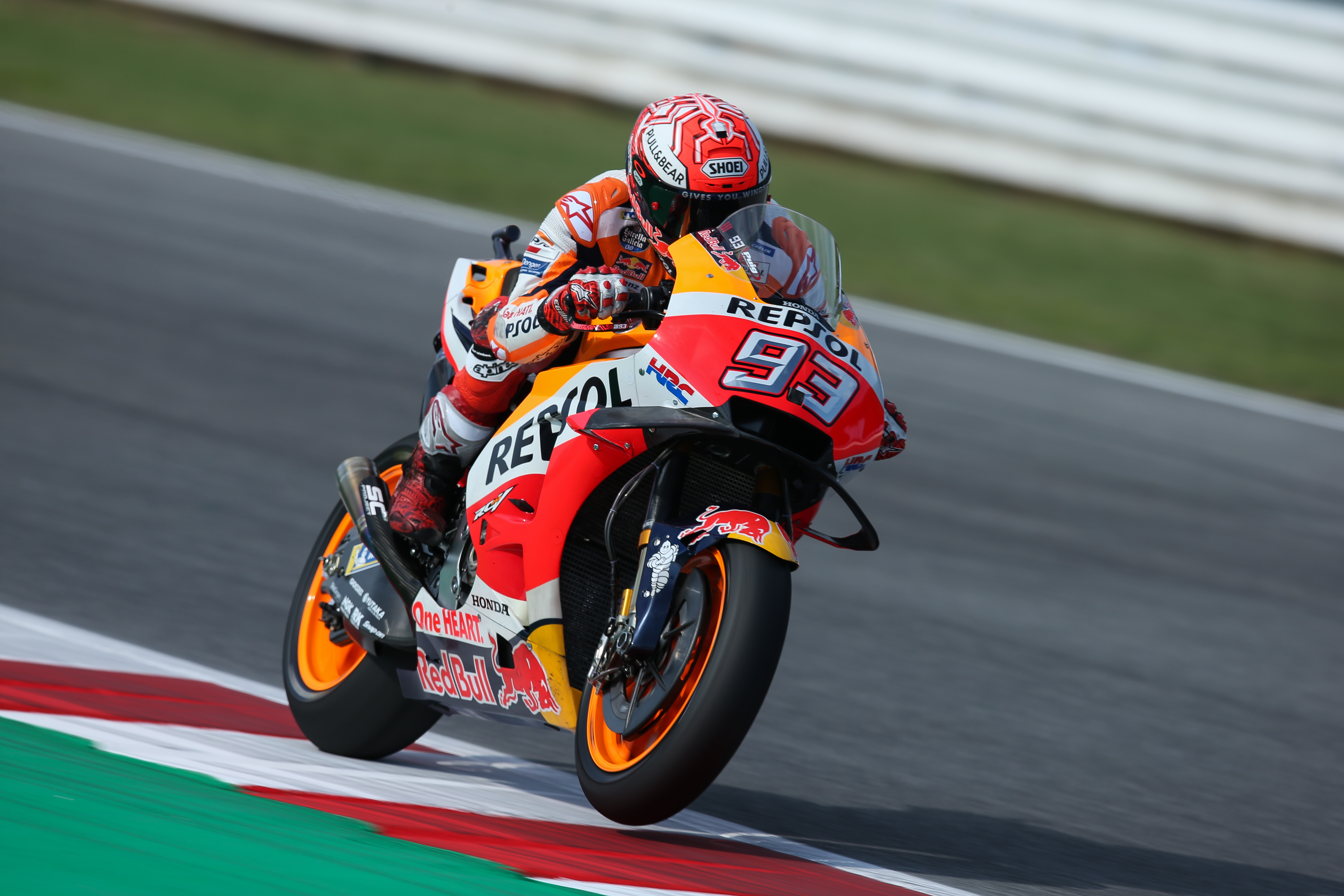
Márquez al GP de San Marino del 2018

Márquez va dominar la temporada del 2018 malgrat els reduïts marges de temps en la categoria de MotoGP, augmentant el seu nombre de victòries en comparació amb les dues temporades anteriors. Va començar l'any perdent la victòria enfront d'Andrea Dovizioso a l'últim revolt a Qatar, abans que una polèmica actuació -que va resultar en tres punts de penalització i que va provocar la caiguda de Valentino Rossi- deixés Márquez fora dels punts tot i haver acabat cinquè a l'Argentina. Després, una penalització de tres posicions a la graella per obstaculitzar a Maverick Viñales li va costar a Márquez la pole position a Texas, tot i que va guanyar la cursa.
Márquez va continuar tot guanyant a Jerez, on va sobreviure a un lliscament a gran velocitat per la grava vora la pista després d'un accident de Thomas Lüthi. També va aconseguir una altra victòria a Le Mans. Ambdues victòries van ser les seves primeres als circuits respectius durant quatre anys i li van donar el lideratge al campionat. A causa d'una caiguda a Mugello va perdre el lideratge, però un segon lloc a Catalunya i les victòries a Assen i Sachsenring li van permetre de recuperar-lo. La victòria de Sachsenring va ser una de les seves més treballades de la temporada, mentre que va liderar un grup massiu de pilots a Assen.
Després de les vacances d'estiu, Ducati va guanyar les successives curses a Brno i a Àustria. Márquez va acabar tercer a la República Txeca, mentre que va perdre per poc davant Jorge Lorenzo a l'última volta a Àustria. El guanyador de Brno, Dovizioso, va acabar tercer a Àustria i Márquez va mantenir el lideratge del campionat. Després de la cancel·lació de la ronda britànica a causa de les perilloses condicions de la pista, Ducati va aconseguir la tercera victòria consecutiva a Misano amb Dovizioso, mentre que Márquez fou segon.
Márquez va assegurat el campionat després de tres victòries seguides en duels amb Dovizioso: a les curses d'Aragó, Tailàndia i Japó, Dovizioso va dominar des del principi fins que Márquez va fer avançaments finals amb èxit i va impedir les victòries de l'italià. Al Japó, Dovizioso va caure a la penúltima volta intentant agafar a Márquez que l'acabava d'avançar, cosa que el va deixar sense punts i va sentenciar el títol de Márquez. A tres rondes del final, Márquez va assolir el seu cinquè títol de MotoGP i tercer de consecutiu, el primer pilot a fer-ho des que Valentino Rossi en va guanyar cinc de manera consecutiva a començaments de la dècada del 2000.
Márquez es va classificar a la pole position a Austràlia, però a la volta 7 va ser superat per Andrea Dovizioso i Jack Miller i tres voltes més tard Johann Zarco va topar amb la part posterior de la moto del català, la qual cosa va fer caure Zarco i va malmetre el seient de Márquez, que es va haver de retirar. A Malàisia va començar en la setena posició, però va aconseguir una novena victòria després que el líder de la cursa, Valentino Rossi, s'estavellés en un estret duel amb ell, que l'havia perseguit a només unes dècimes de segon, i acabés divuitè. Malgrat tot, a la darrera cursa de la temporada a Xest, Márquez va caure després d'haver escollit pneumàtics humits més durs que els dels seus rival en una pista xopa.
Al final de la temporada, el total de victòries de Márquez en MotoGP, 44, el van situar entre els cinc primers pilots de tots els temps per nombre de victòries i el segon d'Honda a la classe reina.

##### 2019
Márquez, recuperat d'una operació a l'espatlla, va tenir una pretemporada compromesa però tot i així va aconseguir donar emoció a Qatar fins a l'últim revolt, on finalment es va quedar curt davant Dovizioso per segona vegada consecutiva. A l'Argentina, Márquez va dominar completament la cursa de principi a fi, arribant a la victòria amb un marge considerable. Mentre liderava als Estats Units per setena temporada consecutiva, Márquez es va estavellar sobtadament, atribuint-ne la causa a un problema amb el fre del motor en zones de frenada intensa. Márquez es va refer de la caiguda recuperant el lideratge del títol amb una contundent victòria a Jerez, on va liderar de principi a fi. Després va guanyar a França, allunyant-se al capdavant després d'un primer duel per la primera posició amb Jack Miller.

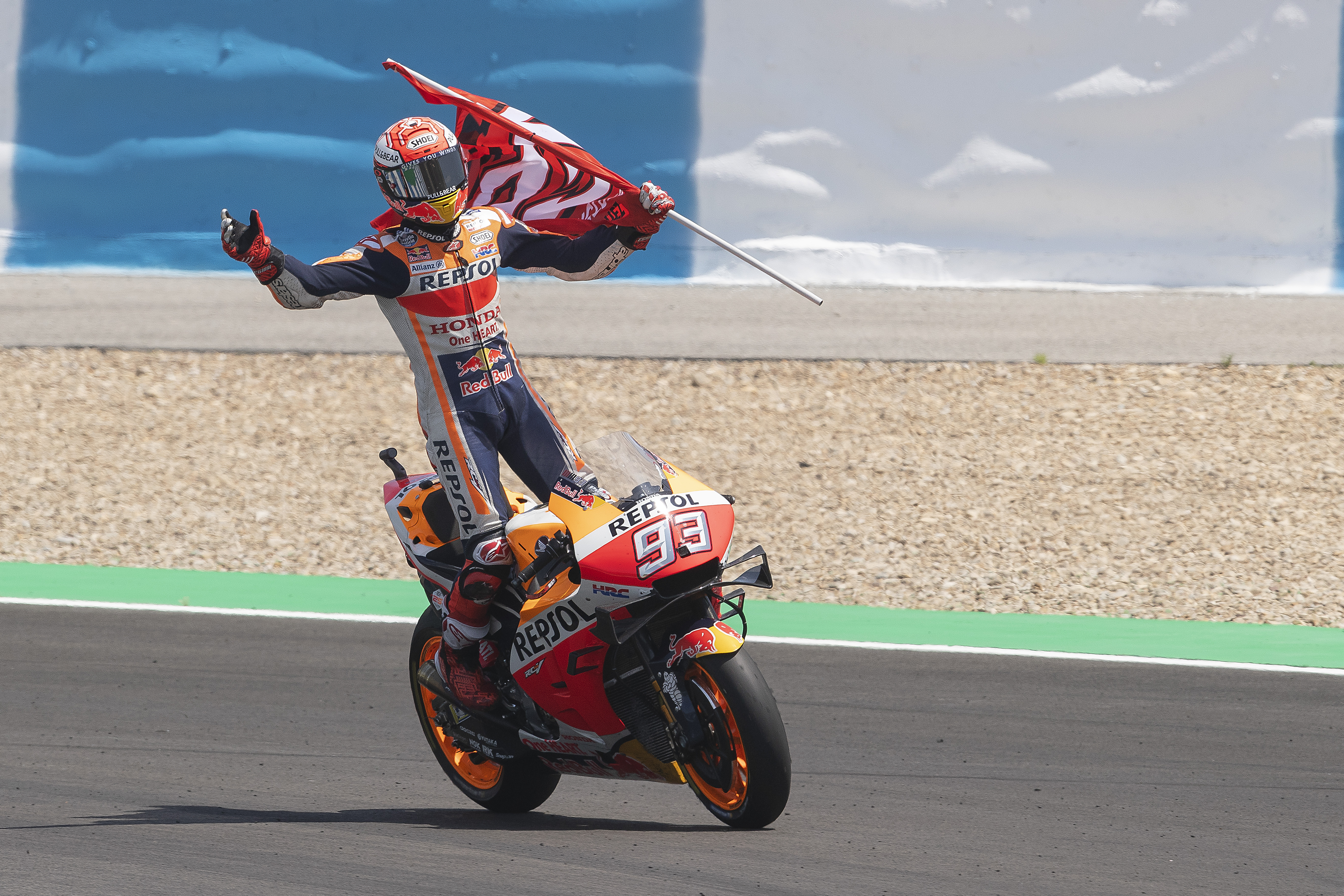
Márquez celebrant la victòria a Jerez el 2019

Després d'haver-se hagut de conformar amb el segon lloc a Mugello en una batalla a tres amb el duo de Ducati Danilo Petrucci, que va guanyar la cursa, i Dovizioso, Márquez es va escapar per poc de l'accident provocat per Jorge Lorenzo a Montmeló en un revolt de forquilla a la segona volta després d'haver avançat a Dovizioso segons abans de l'impacte -que va afectar Viñales, Dovizioso i Rossi (tots quatre van caure en el mateix accident). Amb els seus quatre rivals més propers eliminats alhora, Márquez va controlar la cursa i va guanyar amb un gran marge, aconseguint la segona victòria de la seva carrera al Gran Premi de Catalunya. Va augmentar encara més el seu lideratge al campionat mitjançant un segon lloc a Assen darrere de Maverick Viñales, que estava a 100 punts de distància a la classificació provisional abans de la cursa, mentre que els rivals més propers al títol van tenir tots una cursa difícil. Márquez va dominar plenament la ronda de Sachsenring en la seva desena victòria consecutiva al circuit, obtenint la seva cinquena victòria de la temporada i un avantatge clar durant la pausa estival.
Márquez va aconseguir la seva cinquantena victòria a MotoGP de la seva carrera a la ronda txeca després d'una pole position de 2,5 segons en condicions difícils mig humides i liderant la cursa de principi a fi.
Márquez va guanyar el seu sisè campionat de la classe reina i el vuitè de la seva carrera després de guanyar un duel amb Fabio Quartararo a l'última volta del Gran Premi de Tailàndia. Márquez va tancar la temporada de manera dominant, guanyant tres de les quatre curses finals després de sentenciar el seu campionat. A la penúltima ronda, però, es va lesionar l'altra espatlla en la sessió de classificació. Es va recuperar i va acabar segon a la cursa, però va necessitar una cirurgia posterior una vegada més. Márquez acabà la temporada amb 12 victòries i 420 punts, cosa que el situà 151 punts (equivalent a més de sis victòries) per davant d'Andrea Dovizioso.

##### 2020
A la pretemporada del 2020, Márquez va signar un nou contracte de quatre anys amb Honda, ampliant la seva estada amb la marca fins a finals de 2024. Aquest contracte inusualment llarg va situar Márquez fora del mercat per al cicle normal de contractes bianuals, i també per a la temporada 2023. A la primera prova del campionat a Jerez, va caure de la moto mentre perseguia Fabio Quartararo pel primer lloc. A la caiguda es va trencar l'húmer del braç dret i no va poder acabar la cursa, que va guanyar Quartararo. Márquez va tornar a Jerez per al Gran Premi d'Andalusia només uns dies després de la seva primera cirurgia de reparació de l'húmer trencat, el 21 de juliol. Va participar en les primeres sessions del dissabte i després va declarar que tenia massa dolor al braç recentment lesionat. Es va retirar del Gran Premi, en què Quartararo va tornar a guanyar. Márquez es va perdre la resta de l'any i les dues primeres curses de la temporada següent.

##### 2021
S'esperava que Márquez tornés el 2021. Després de perdre's les dues primeres curses celebrades a Qatar, va anunciar el seu retorn abans del Gran Premi de Portugal a Portimão, on acabà en setena posició. Després d'un novè lloc a Jerez, Márquez es va haver de retirar de tres curses consecutives (entre elles, la de Le Mans, on havia estat liderant la cursa en condicions de pluja). Al Gran Premi d'Alemanya, Márquez es va classificar en segona fila. A la cursa, es va posar al capdavant a les primeres voltes i s'hi va aguantar fins a aconseguir la seva primera victòria en 581 dies i la seva onzena victòria consecutiva a Sachsenring. Márquez va seguir amb dos punts a Assen i Àustria, un segon lloc a Aragó, un quart lloc a Rímini i després dues victòries consecutives a Austin i Misano. Malgrat les seves dues victòries, va exhaurir les seves opcions al títol i va quedar fora de les dues últimes curses de la temporada, a Portimão i Xest, preferint de centrar-se en la rehabilitació total per a la propera temporada. Márquez va acabar l'any encara amb quatre podis, tres dels quals van ser victòries, i el setè lloc final al campionat. Durant la temporada del 2021 va caure un total de 22 vegades en 14 curses.

##### 2022

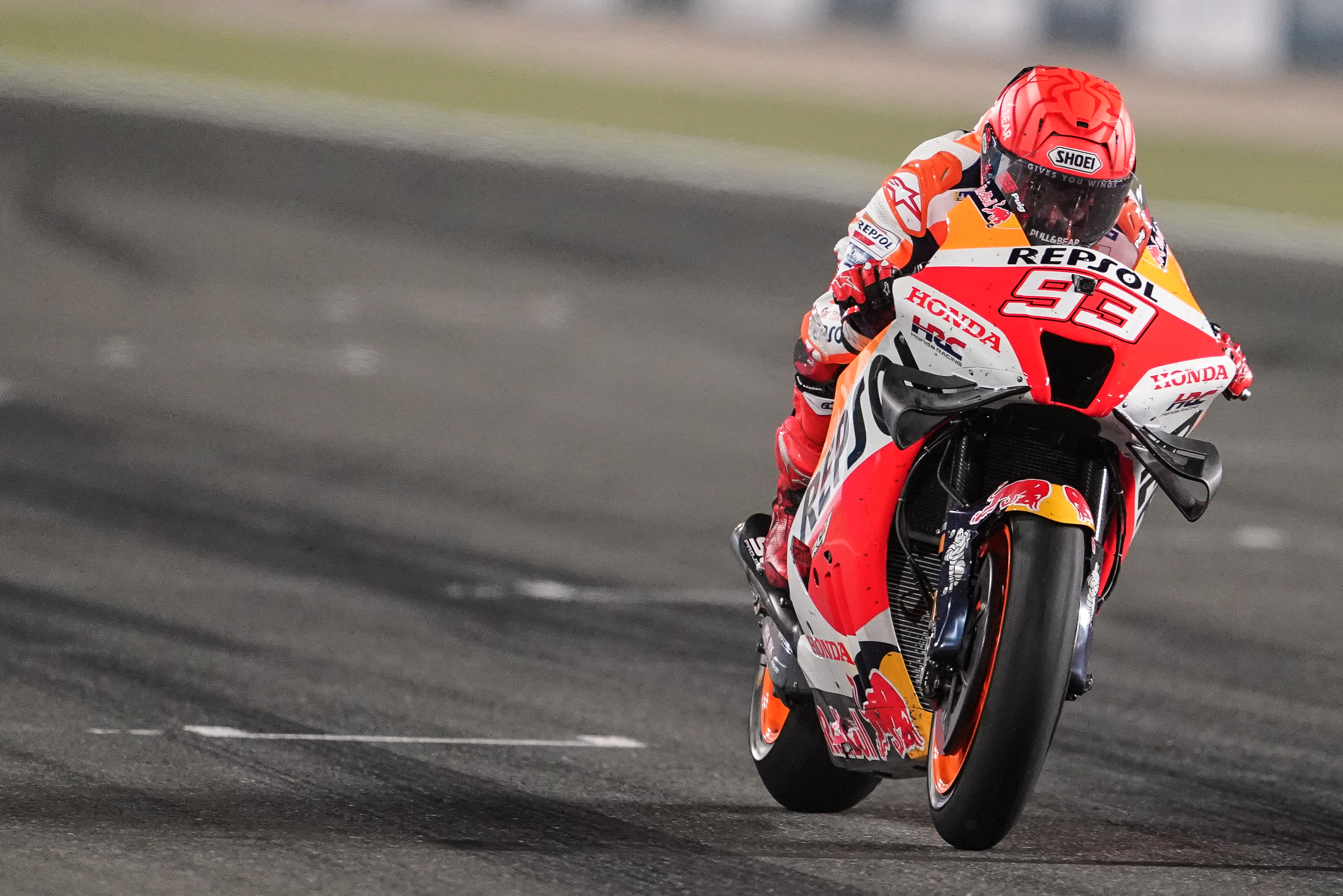
Marc Márquez a Qatar el 2022

A la primera cursa de la temporada a Losail, Márquez va acabar en cinquè lloc. Durant els entrenaments del segon Gran Premi de la temporada, el d'Indonèsia a Mandalika, Márquez es va estavellar tres vegades als entrenaments. Després d'un quart accident, en què fou llançat violentament pel damunt de la moto durant una sessió d'escalfament, va ser traslladat d'urgència a l'hospital. No va resultar lesionat però es va declarar no apte per a la cursa. Després de més controls a Espanya, li van diagnosticar diplopia, una afectació que havia patit abans. La seva absència a la tercera cursa de la temporada, el Gran Premi de l'Argentina, va ser coberta pel pilot de proves d'Honda Stefan Bradl. Més tard, Márquez va ser apartat de l'equip indefinidament a partir de la ronda catalana, després de fer-se una quarta cirurgia de l'húmer dret a la Clínica Mayo per corregir una rotació de 30 graus de l'os. Va ser substituït a les curses restants per Stefan Bradl. Tot i haver perdut 5 de les 11 curses, Márquez es va mantenir com al millor pilot d'Honda a la classificació abans de les vacances d'estiu de la temporada. Márquez va tornar a córrer al Gran Premi d'Aragó, però el líder del campionat, Fabio Quartararo, va topar pel darrere amb ell i va caure, seguit de Márquez que va xocar amb Takaaki Nakagami per culpa d'un tros de la carrosseria de Quartararo que se li havia enganxat en una roda, havent-se de retirar tots dos. Una setmana més tard, Márquez aconseguiria la noranta-unena pole position de la seva carrera al Japó en condicions humides, després de gairebé tres anys sense pole. Va acabar la cursa en quart lloc. Més tard aconseguiria la proesa de 100 podis en la classe reina a Austràlia, guanyant el segon podi d'Honda de l'any.

##### 2023
Márquez va continuar a l'equip Repsol Honda la temporada del 2023. A la cursa inaugural de Portugal, va aconseguir la pole position i un tercer lloc a la primera cursa Sprint de MotoGP. Malgrat tot, a la cursa de diumenge va topar amb Miguel Oliveira i va rebre una penalització que l'equip Honda va recórrer. Márquez es va lesionar en l'incident i no va poder competir a la segona cursa, a l'Argentina, ni a la tercera als Estats Units. També es va perdre la quarta cursa a Espanya, on el seu lloc a l'equip va ser assumit per Iker Lecuona com a substitut.
La sanció de Portugal no es va acabar imposant a causa de la incompareixença de Márquez a les curses i va ser derivada al Tribunal d'Apel·lació de MotoGP, que va endarrerir-ne la resolució. Finalment, el Tribunal va rebutjar els intents de l'organitzador de la cursa d'imposar una sanció a Márquez i va desestimar el cas, de manera que Márquez va poder tornar a competir al Gran Premi de França, celebrat el 14 de maig. A Mugello, Márquez acabà setè l'Sprint després d'haver estat empès en una topada amb Jack Miller. A la cursa principal va caure mentre perseguia Luca Marini pel tercer lloc.[123] A la segona ronda després de la pausa estival, el Gran Premi d'Àustria, Márquez va acabar la seva llarga ratxa de set curses no acabades en arribar dotzè.
El 4 d'octubre, Honda va anunciar que havia rescindit prematurament de mutu acord el contracte amb Marc Márquez i que el català abandonaria l'equip al final de la temporada per incorporar-se al Gresini Racing MotoGP Team.

#### Gresini Racing MotoGP (2024)

##### 2024

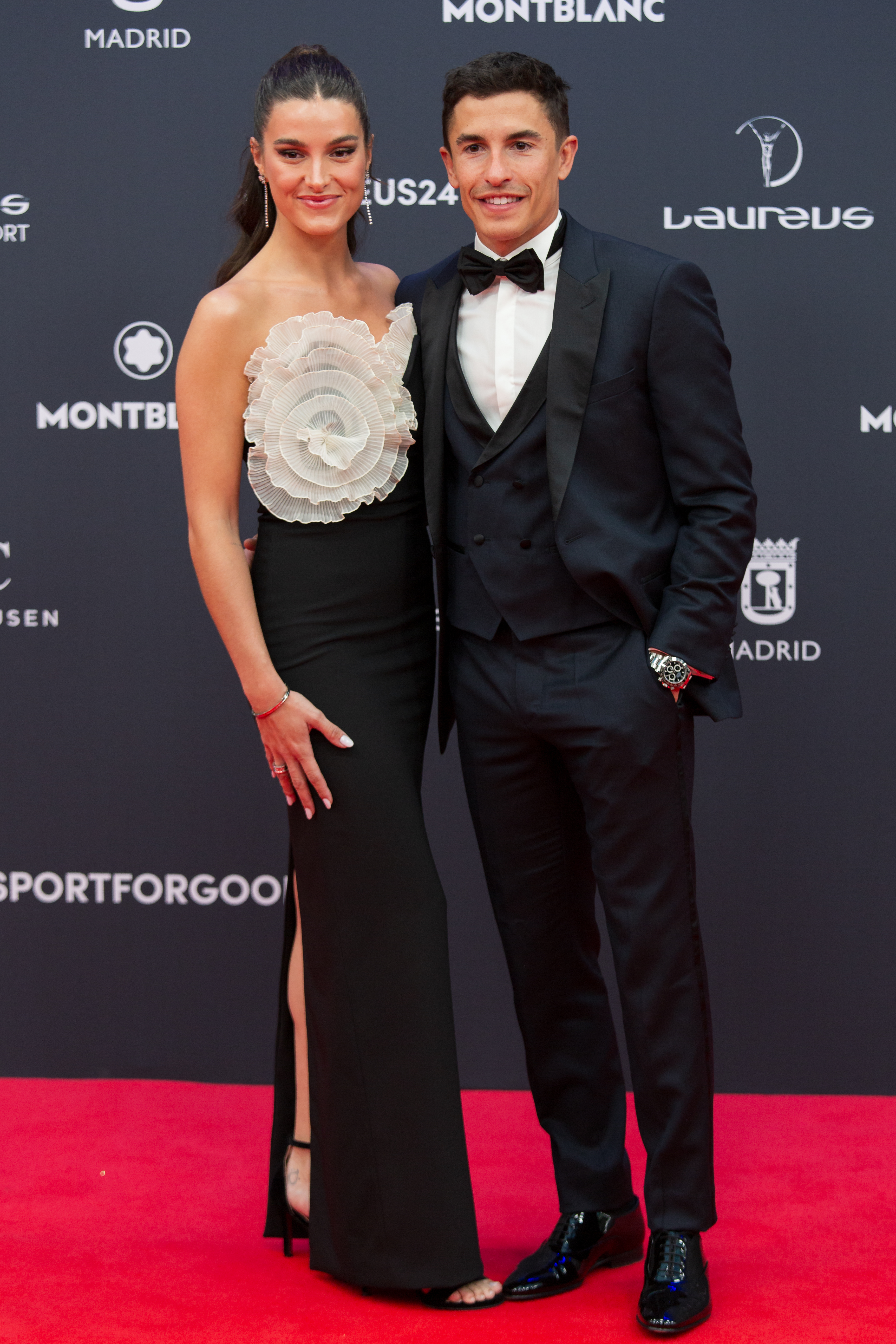
Márquez amb Gemma Pinto a la cerimònia dels Premis Laureus del 2024

El pas de Márquez a l'equip Gresini es va anunciar abans del Gran Premi d'Indonèsia del 15 d'octubre de 2023. S'esperava que Márquez entrés a l'equip satèl·lit de Ducati amb un contracte d'un any, substituint-hi Fabio Di Giannantonio i amb el seu germà Àlex de company. El director de l'equip d'Honda, Alberto Puig, va confirmar que Márquez podria provar una Ducati a la sessió de proves oficial programada al Circuit Ricardo Tormo de Xest, al novembre, després del darrer Gran Premi de la temporada del 2023. A les proves, Márquez va acabar quart amb un temps d'1:29.424 i va completar un total de 49 voltes.
Marc Márquez va començar la temporada del 2024 amb fermesa acabant cinquè a l'Sprint de Qatar i quart a la cursa. En la seva segona cursa amb Ducati, va ser segon a l'Sprint de Portugal. A la cursa principal, però, va xocar amb Pecco Bagnaia mentre lluitava per la cinquena posició i va acabar setzè. Al Circuit de les Amèriques, Márquez va acabar segon a l'Sprint una vegada més, abans de perdre del lideratge a la cursa principal a causa d'un problema amb el fre del davant.
A Jerez, Márquez va aconseguir la seva primera pole position amb Ducati (la noranta-tresena de la seva carrera). La cursa Sprint va ser una batalla de desgast i només 16 dels 25 participants la van acabar. Márquez hi va caure quan anava primer, però es va recuperar i va acabar sisè. Després va acabar segon a la cursa principal, un resultat que va qualificar com al millor podi de la seva carrera, després d'un duel pel primer lloc amb el campió vigent Pecco Bagnaia. A Le Mans, Márquez va ser segon després de sortir del tretzè lloc a la graella en ambdues curses, un resultat que el situà al tercer lloc provisional del campionat, darrere de Bagnaia i Jorge Martín. A Montmeló, Marc fou segon a l'Sprint i tercer a la cursa principal després de sortir del catorzè lloc. El català va continuar la seva ratxa a Mugello, on agafà 22 punts durant el cap de setmana en acabar segon a l'Sprint darrere de Bagnaia i quart a la cursa principal després d'haver-s'hi mantingut tercer durant diverses voltes, fins que Enea Bastianini el va superar al tram final de la cursa.
Márquez va afrontar un cap de setmana difícil a Assen. Va caure a l'Sprint i va acabar quart a la cursa principal, abans de rebre una penalització de 16 segons per infracció en la pressió dels pneumàtics que el va fer recular al desè lloc. Un fort accident durant els entrenaments a Sachsenring el va deixar amb un dit trencat i contusions a les costelles. S'hi va classificar tretzè i va aconseguir el sisè lloc a l'Sprint i el segon a la cursa principal per darrere de Bagnaia, qui va prendre-li el lideratge del campionat a Martín. A Silverstone i al Red Bull Ring no va poder acabar l'Sprint i va ser quart a les curses, cosa que el va fer retrocedir al quart lloc provisional del campionat, darrere de Bastianini. Va tornar a dominar a l'Aragó, aconseguint la pole position per 8 dècimes i la seva primera victòria, tant a l'Sprint com a la cursa, amb Ducati. Va ser la seva victòria número 60 a MotoGP i la primera que aconseguia a MotoGP en 1.043 dies. Una nova victòria al Gran Premi de San Marino el va fer refermar al tercer lloc de la classificació provisional.

#### Ducati Lenovo Team (2025–)
El 5 de juny de 2024 es va anunciar que Marc Márquez serà al costat del bicampió del món Pecco Bagnaia a l'equip Factory Ducati en substitució del sortint Enea Bastianini, que va fitxar pel Red Bull KTM Tech3 per al 2025. Márquez li prengué doncs el lloc a Jorge Martín, que passà a Aprilia.

## Vida personal

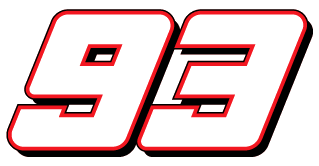
El clàssic número 93 de Márquez

Tot i que Márquez ha guanyat diversos campionats, sempre ha rebutjat fer servir el número 1 com a dorsal i ha preferit el seu tradicional número 93 (l'any del seu naixement). El 93 es mostra amb text blanc i un fons vermell a la seva moto i al marxandatge oficial, cosa que el fa compatible amb la decoració vermell-carbassa-blau marí d'Honda. El pare de Márquez, Julià, l'ha seguit arreu del món al box del seu equip i és un fix al pàdoc dels Grans Premis, mentre que la seva mare s'hi desplaça rarament. El seu germà petit Àlex Márquez també és campió del món de motociclisme, després d'haver guanyat la categoria de Moto3 el 2014 i la de Moto2 el 2019. El duet es va convertir en la primera parella de germans a guanyar campionats del món de motociclisme la mateixa temporada el 2014 i va repetir la gesta el 2019.
En una entrevista del 2014, Márquez deia en broma que preferia les motos abans que les noies, però va reconèixer que era una «pregunta difícil» i també va afegir que, tot i que no tenia por en motocicleta, no sortiria mai amb un vaixell al mar. A part de català i castellà, Márquez parla amb fluïdesa anglès i italià. Viu a la seva ciutat natal de Cervera, on el seu lloc web diu que les «oportunitats d'entrenament» en motocicletes fora d'asfalt són «ideals». El seu club de fans oficial, presidit pel seu oncle Ramon, també es troba a Cervera, així com una exposició habilitada al museu de la ciutat on s'exhibeixen records seus com ara les motos guanyadores dels campionats. Márquez també participa en diverses organitzacions benèfiques.
Marc Márquez manté una relació sentimental amb Gemma Pinto.

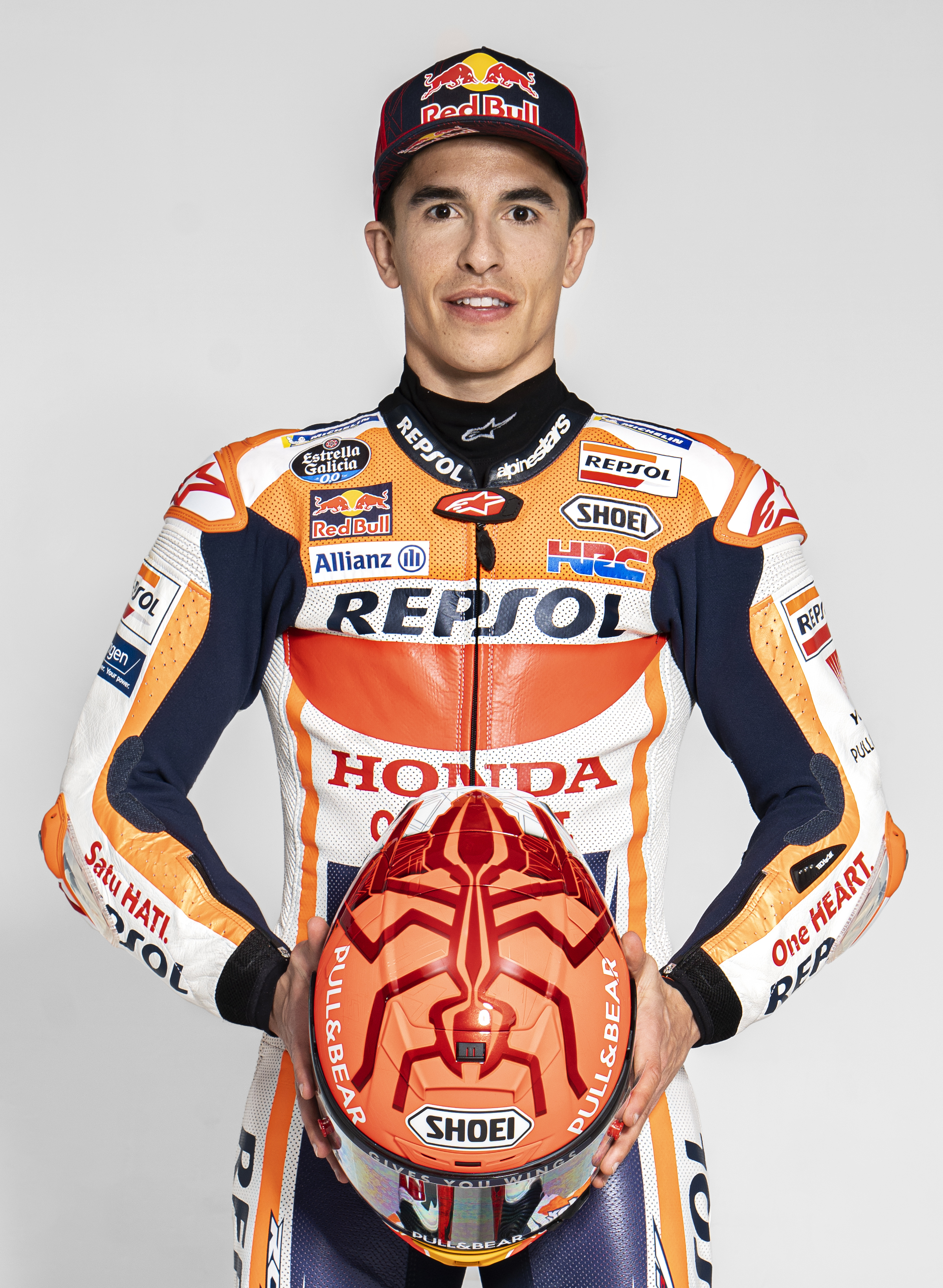
Márquez mostrant la formiga que decora el seu casc

El motiu de Márquez des del 2012 és la formiga, com es pot veure en diversos guants, cascs i pissarres de mecànics que tant ell com el seu equip fan servir. L'explicació és que quan va començar a competir, la seva alçada era tan reduïda que l'equip va haver d'afegir llast a les motocicletes per compensar la seva falta de pes. Això va fer que el seu equip l'anomenés 'formiga', pel fet que aquest insecte tan petit té prou força per a carregar 100 vegades el seu pes. A causa d'això, se'l coneix internacionalment com a 'the Ant of Cervera'.
El 7 de desembre de 2014, diversos mitjans espanyols van publicar que Márquez tenia la intenció d'instal·lar el seu domicili fiscal a Andorra. Marc va replicar que ho feia perquè Andorra és un entorn ideal per a preparar-se físicament i no pas per evadir impostos, afirmant que els continuaria pagant a Espanya.
A l'octubre del 2018, el dia del seu cinquè títol de campió de MotoGP, Márquez tenia prop de 4 milions de seguidors a Facebook, cosa que el feia un dels corredors d'esports de motor i esportistes de l'estat espanyol amb més seguidors de la plataforma. Márquez, juntament amb altres quatre pilots de MotoGP, es va reunir amb el Papa Francesc al Vaticà el setembre de 2018. Márquez és seguidor del Barça i ha visitat el club i el seu primer equip en el passat.
Márquez va ser el tema de la docusèrie Marc Márquez: ALL IN del 2023, una sèrie de cinc capítols de Prime Video que detalla la lluita de Márquez per tornar a primera línia després de la lesió que va aturar la seva carrera.

## Distincions
- Un cop acabada la temporada de 2008 fou nominat per a la primera edició del premi "Descobriment esportiu català de l'any", del programa Tot Gira de Catalunya Ràdio,[176] quedant-hi finalment en quart lloc amb 277 vots, darrere de Kilian Jornet (363), Andrea Fuentes (295) i Carla Dorca (282).[177]

- El 16 de desembre de 2013 fou guardonat amb el premi al millor esportista català de l'any juntament amb Ona Carbonell.[178]

- El 26 de març de 2014 rebé el Premi Laureus al millor esportista revelació de l'any.[179]

- El 15 de desembre de 2014 fou guardonat amb el premi al millor esportista català de l'any juntament amb Laia Sanz.[180]

- El 20 de desembre de 2014 rebé el títol de fill predilecte de Cervera.[181]

- El desembre de 2017 fou guardonat amb el premi al millor esportista català de l'any juntament amb Ona Carbonell.[182]
- El 4 de desembre de 2019 fou guardonat amb el premi al millor esportista català de l'any ex aequo amb el seu germà Àlex, juntament amb Ona Carbonell.[183]

## Resultats al Mundial de motociclisme
A 21 de juliol de 2025

### Per temporada
| Temporada | Categoria | Moto                    | Equip                      | Curses | Victòries | Podis | Poles | FLaps | Pts  | Posició | Títols |
| --------- | --------- | ----------------------- | -------------------------- | ------ | --------- | ----- | ----- | ----- | ---- | ------- | ------ |
| 2008      | 125cc     | KTM 125 FRR             | Repsol KTM 125cc           | 13     | 0         | 1     | 0     | 0     | 63   | 13è     | –      |
| 2009      | 125cc     | KTM 125 FRR             | Repsol KTM 125cc           | 16     | 0         | 1     | 2     | 1     | 94   | 8è      | –      |
| 2010      | 125cc     | Derbi RSA 125           | Red Bull Ajo Motorsport    | 17     | 10        | 12    | 12    | 8     | 310  | 1r      | 1      |
| 2011      | Moto2     | Suter MMXI              | Team CatalunyaCaixa Repsol | 15     | 7         | 11    | 7     | 2     | 251  | 2n      | –      |
| 2012      | Moto2     | Suter MMX2              | Team CatalunyaCaixa Repsol | 17     | 9         | 14    | 7     | 5     | 328  | 1r      | 1      |
| 2013      | MotoGP    | Honda RC213V            | Repsol Honda Team          | 18     | 6         | 16    | 9     | 11    | 334  | 1r      | 1      |
| 2014      | MotoGP    | Honda RC213V            | Repsol Honda Team          | 18     | 13        | 14    | 13    | 12    | 362  | 1r      | 1      |
| 2015      | MotoGP    | Honda RC213V            | Repsol Honda Team          | 18     | 5         | 9     | 8     | 7     | 242  | 3r      | –      |
| 2016      | MotoGP    | Honda RC213V            | Repsol Honda Team          | 18     | 5         | 12    | 7     | 4     | 298  | 1r      | 1      |
| 2017      | MotoGP    | Honda RC213V            | Repsol Honda Team          | 18     | 6         | 12    | 8     | 3     | 298  | 1r      | 1      |
| 2018      | MotoGP    | Honda RC213V            | Repsol Honda Team          | 18     | 9         | 14    | 7     | 7     | 321  | 1r      | 1      |
| 2019      | MotoGP    | Honda RC213V            | Repsol Honda Team          | 19     | 12        | 18    | 10    | 12    | 420  | 1r      | 1      |
| 2020      | MotoGP    | Honda RC213V            | Repsol Honda Team          | 1      | 0         | 0     | 0     | 1     | 0    | NC      | –      |
| 2021      | MotoGP    | Honda RC213V            | Repsol Honda Team          | 14     | 3         | 4     | 0     | 2     | 142  | 7è      | –      |
| 2022      | MotoGP    | Honda RC213V            | Repsol Honda Team          | 12     | 0         | 1     | 1     | 0     | 113  | 13è     | –      |
| 2023      | MotoGP    | Honda RC213V            | Repsol Honda Team          | 15     | 0         | 1     | 1     | 0     | 96   | 14è     | –      |
| 2024      | MotoGP    | Ducati Desmosedici GP23 | Gresini Racing MotoGP      | 20     | 3         | 10    | 2     | 4     | 392  | 3r      | –      |
| 2025      | MotoGP    | Ducati Desmosedici GP25 | Ducati Lenovo Team         | 12     | 8         | 10    | 7     | 7     | 381* | 1r*     | –      |
| Total     | Total     | Total                   | Total                      | 279    | 96        | 160   | 101   | 86    | 4445 |         | 8      |

### Per categoria
| Categoria | Temporada       | 1a Cursa        | 1r Podi            | 1a Victòria     | Curses | Victòries | Podis | Poles | FLaps | Pts  | Títols |
| --------- | --------------- | --------------- | ------------------ | --------------- | ------ | --------- | ----- | ----- | ----- | ---- | ------ |
| 125cc     | 2008–2010       | 2008 Portugal   | 2008 Gran Bretanya | 2010 Itàlia     | 46     | 10        | 14    | 14    | 9     | 467  | 1      |
| Moto2     | 2011–2012       | 2011 Qatar      | 2011 França        | 2011 França     | 32     | 16        | 25    | 14    | 7     | 579  | 1      |
| MotoGP    | 2013–actualitat | 2013 Qatar      | 2013 Qatar         | 2013 Amèriques  | 201    | 70        | 121   | 73    | 70    | 3399 | 6      |
| Total     | 2008–actualitat | 2008–actualitat | 2008–actualitat    | 2008–actualitat | 279    | 96        | 160   | 101   | 86    | 4445 | 8      |

### Curses per any
Barem de puntuació de 1993 ençà:
| Posició | 1  | 2  | 3  | 4  | 5  | 6  | 7 | 8 | 9 | 10                | 11                | 12                | 13                | 14                | 15                |                   |
| Cursa   | 25 | 20 | 16 | 13 | 11 | 10 | 9 | 8 | 7 | 6                 | 5                 | 4                 | 3                 | 2                 | 1                 |                   |
| Sprint  | 12 | 9  | 7  | 6  | 5  | 4  | 3 | 2 | 1 | [ Nota Sprint 1 ] | [ Nota Sprint 1 ] | [ Nota Sprint 1 ] | [ Nota Sprint 1 ] | [ Nota Sprint 1 ] | [ Nota Sprint 1 ] | [ Nota Sprint 1 ] |

1. ↑  La cursa Sprint per a la categoria MotoGP va ser introduïda la temporada del 2023

(Ids. Grans Premis | Llegenda) (Curses en negreta indiquen pole; curses en  itàlica indiquen volta ràpida; les posicions en superíndex són les de la cursa Sprint)
| Any  | Categoria | Moto   | 1        | 2       | 3        | 4       | 5        | 6        | 7       | 8       | 9       | 10     | 11      | 12      | 13      | 14      | 15       | 16      | 17      | 18      | 19      | 20       | 21  | 22  | Pos | Pts  |
| ---- | --------- | ------ | -------- | ------- | -------- | ------- | -------- | -------- | ------- | ------- | ------- | ------ | ------- | ------- | ------- | ------- | -------- | ------- | ------- | ------- | ------- | -------- | --- | --- | --- | ---- |
| 2008 | 125cc     | KTM    | QAT      | ESP WD  | POR 18   | CHN 12  | FRA Ret  | ITA 19   | CAT 10  | GBR 3   | NED Ret | GER 9  | CZE Ret | SM 4    | INP 6   | JPN Ret | AUS 9    | MAL WD  | VAL     |         |         |          |     |     | 13è | 63   |
| 2009 | 125cc     | KTM    | QAT Ret  | JPN 5   | ESP 3    | FRA Ret | ITA 5    | CAT 5    | NED 10  | GER 16  | GBR 15  | CZE 8  | INP 6   | SM 4    | POR Ret | AUS 9   | MAL Ret  | VAL 17  |         |         |         |          |     |     | 8è  | 94   |
| 2010 | 125cc     | Derbi  | QAT 3    | ESP Ret | FRA 3    | ITA 1   | GBR 1    | NED 1    | CAT 1   | GER 1   | CZE 7   | INP 10 | SM 1    | ARA Ret | JPN 1   | MAL 1   | AUS 1    | POR 1   | VAL 4   |         |         |          |     |     | 1r  | 310  |
| 2011 | Moto2     | Suter  | QAT Ret  | ESP Ret | POR 21   | FRA 1   | CAT 2    | GBR Ret  | NED 1   | ITA 1   | GER 1   | CZE 2  | INP 1   | SM 1    | ARA 1   | JPN 2   | AUS 3    | MAL DNS | VAL WD  |         |         |          |     |     | 2n  | 251  |
| 2012 | Moto2     | Suter  | QAT 1    | ESP 2   | POR 1    | FRA Ret | CAT 3    | GBR 3    | NED 1   | GER 1   | ITA 5   | INP 1  | CZE 1   | SM 1    | ARA 2   | JPN 1   | MAL Ret  | AUS 2   | VAL 1   |         |         |          |     |     | 1r  | 328  |
| 2013 | MotoGP    | Honda  | QAT 3    | AME 1   | ESP 2    | FRA 3   | ITA Ret  | CAT 3    | NED 2   | GER 1   | USA 1   | INP 1  | CZE 1   | GBR 2   | SM 2    | ARA 1   | MAL 2    | AUS DSQ | JPN 2   | VAL 3   |         |          |     |     | 1r  | 334  |
| 2014 | MotoGP    | Honda  | QAT 1    | AME 1   | ARG 1    | ESP 1   | FRA 1    | ITA 1    | CAT 1   | NED 1   | GER 1   | INP 1  | CZE 4   | GBR 1   | SM 15   | ARA 13  | JPN 2    | AUS Ret | MAL 1   | VAL 1   |         |          |     |     | 1r  | 362  |
| 2015 | MotoGP    | Honda  | QAT 5    | AME 1   | ARG Ret  | ESP 2   | FRA 4    | ITA Ret  | CAT Ret | NED 2   | GER 1   | INP 1  | CZE 2   | GBR Ret | SM 1    | ARA Ret | JPN 4    | AUS 1   | MAL Ret | VAL 2   |         |          |     |     | 3r  | 242  |
| 2016 | MotoGP    | Honda  | QAT 3    | ARG 1   | AME 1    | ESP 3   | FRA 13   | ITA 2    | CAT 2   | NED 2   | GER 1   | AUT 5  | CZE 3   | GBR 4   | SM 4    | ARA 1   | JPN 1    | AUS Ret | MAL 11  | VAL 2   |         |          |     |     | 1r  | 298  |
| 2017 | MotoGP    | Honda  | QAT 4    | ARG Ret | AME 1    | ESP 2   | FRA Ret  | ITA 6    | CAT 2   | NED 3   | GER 1   | CZE 1  | AUT 2   | GBR Ret | SM 1    | ARA 1   | JPN 2    | AUS 1   | MAL 4   | VAL 3   |         |          |     |     | 1r  | 298  |
| 2018 | MotoGP    | Honda  | QAT 2    | ARG 18  | AME 1    | ESP 1   | FRA 1    | ITA 16   | CAT 2   | NED 1   | GER 1   | CZE 3  | AUT 2   | GBR C   | SM 2    | ARA 1   | THA 1    | JPN 1   | AUS Ret | MAL 1   | VAL Ret |          |     |     | 1r  | 321  |
| 2019 | MotoGP    | Honda  | QAT 2    | ARG 1   | AME Ret  | ESP 1   | FRA 1    | ITA 2    | CAT 1   | NED 2   | GER 1   | CZE 1  | AUT 2   | GBR 2   | SM 1    | ARA 1   | THA 1    | JPN 1   | AUS 1   | MAL 2   | VAL 1   |          |     |     | 1r  | 420  |
| 2020 | MotoGP    | Honda  | ESP Ret  | ANC DNS | CZE      | AUT     | STY      | SM       | EMI     | CAT     | FRA     | ARA    | TER     | EUR     | VAL     | POR     |          |         |         |         |         |          |     |     | NC  | 0    |
| 2021 | MotoGP    | Honda  | QAT      | DOH     | POR 7    | ESP 9   | FRA Ret  | ITA Ret  | CAT Ret | GER 1   | NED 7   | STY 8  | AUT 15  | GBR Ret | ARA 2   | SM 4    | AME 1    | EMI 1   | ALR     | VAL     |         |          |     |     | 7è  | 142  |
| 2022 | MotoGP    | Honda  | QAT 5    | INA DNS | ARG      | AME 6   | POR 6    | ESP 4    | FRA 6   | ITA 10  | CAT     | GER    | NED     | GBR     | AUT     | SM      | ARA Ret  | JPN 4   | THA 5   | AUS 2   | MAL 7   | VAL Ret  |     |     | 13è | 113  |
| 2023 | MotoGP    | Honda  | POR Ret3 | ARG     | AME      | ESP     | FRA Ret5 | ITA Ret7 | GER DNS | NED DNS | GBR Ret | AUT 12 | CAT 13  | SM 7    | IND 93  | JPN 37  | INA Ret  | AUS 15  | THA 64  | MAL 13  | QAT 11  | VAL Ret3 |     |     | 14è | 96   |
| 2024 | MotoGP    | Ducati | QAT 45   | POR 162 | AME Ret2 | ESP 26  | FRA 2    | CAT 32   | ITA 42  | NED 10  | GER 26  | GBR 4  | AUT 4   | ARA 1   | SM 15   | EMI 34  | INA Ret3 | JPN 3   | AUS 12  | THA 114 | MAL 122 | SLD 27   |     |     | 3r  | 392  |
| 2025 | MotoGP    | Ducati | THA 1    | ARG 1   | AME Ret1 | QAT 1   | ESP 121  | FRA 21   | GBR 32  | ARA 1   | ITA 1   | NED 1  | GER 1   | CZE 1   | AUT     | HUN     | CAT      | SM      | JPN     | INA     | AUS     | MAL      | POR | VAL | 1r* | 381* |

* Temporada en curs.

## Rècords
En cloure la temporada del 2019, Marc Márquez ostentava els següents rècords:

### MotoGP
- El pilot més jove a guanyar el seu primer campionat del món a la classe reina (20 anys, 266 dies)[189]
- El pilot més jove a guanyar 2 campionats del món a la classe reina (21 anys, 237 dies)
- El pilot més jove a guanyar 3 campionats del món a la classe reina (23 anys, 242 dies)
- El pilot més jove a guanyar 4 campionats del món a la classe reina (24 anys, 268 dies)
- El pilot més jove a guanyar 5 campionats del món a la classe reina (25 anys, 246 dies)
- El pilot més jove a guanyar 6 campionats del món a la classe reina (26 anys, 231 dies)
- El pilot més jove a guanyar una cursa de la classe reina (20 anys, 63 dies)[189]
- La quantitat major de curses guanyades en una sola temporada a la classe reina: 13
- El pilot més jove a ocupar 12 pole positions en una sola temporada a la classe reina: 21 anys, 243 dies
- L'únic pilot a aconseguir 13 pole positions en una sola temporada a la classe reina
- 4 posicions successives de podi als 4 primers Grans Premis en la classe reina (compartit amb Max Biaggi)[189]
- La quantitat major de podis en una sola temporada a la classe reina: 18
- La quantitat major de punts en una sola temporada a la classe reina: 420
- El marge major de punts en el títol: 151
- El primer pilot a guanyar els títols de classe intermèdia i de classe reina d'una tacada
- La quantitat major de voltes ràpides en una temporada de MotoGP: 12 (compartit amb Valentino Rossi)
- El pilot més jove a guanyar 12 curses en una sola temporada: 21 anys, 251 dies
- El pilot més jove a aconseguir quatre pole positions consecutives a la classe reina (Silverstone-Misano-Aragó-Malàisia 2013)
- El pilot més jove a liderar el campionat de la classe reina (20 anys, 63 dies)[189]
- El pilot més jove a guanyar 4 curses seguides a la classe reina (20 anys, 189 dies)[189]
- El pilot més jove a guanyar 5 curses seguides a la classe reina (21 anys, 90 dies)
- El pilot més jove a guanyar 6 curses seguides a la classe reina (21 anys, 104 dies)
- El pilot més jove a guanyar 7 curses seguides a la classe reina (21 anys, 118 dies)
- El pilot més jove a guanyar 8 curses seguides a la classe reina (21 anys, 131 dies)
- El pilot més jove a guanyar 9 curses seguides a la classe reina (21 anys, 146 dies)
- El pilot més jove a guanyar 10 curses seguides a la classe reina (21 anys, 174 dies)
- El pilot més jove a guanyar 11 curses en una sola temporada a la classe reina (21 anys, 205 dies)
- La quantitat major de victòries consecutives a la classe reina a l'època de MotoGP de 4 temps (2002–): 10
- La quantitat major de victòries consecutives en una sola temporada de la classe reina des del 1949: 10 (compartit amb Mick Doohan i Giacomo Agostini)
- El pilot més jove a guanyar campionats consecutius a la classe reina (21 anys, 237 dies)
- La quantitat major de pole positions des de l'inici de la temporada a l'època de MotoGP de 4 Temps (2002–): 6
- El primer debutant a guanyar 4 curses seguides a la classe reina: (Alemanya-EUA-Indianapolis-República Txeca 2013)[189]
- La quantitat major de victòries com a debutant a la classe reina: 6[189]
- La quantitat major de pole positions com a debutant a la classe reina: 9[189]
- La quantitat major de podis com a debutant a la classe reina: 16[189]
- La quantitat major de punts anotats com a debutant a la classe reina: 334[189]
- El primer debutant a aconseguir 4 pole positions consecutives a la classe reina
- L'únic espanyol que ha guanyat 2 títols seguits a la classe reina
- La quantitat major de pole positions a la classe reina: 63

### Moto2
- La quantitat major de victòries a Moto2: 16
- La quantitat major de podis en una sola temporada a Moto2: 14
- La quantitat major de victòries en una sola temporada a Moto2: 9

### 125cc
- La quantitat major de pole positions en una temporada al mundial de 125cc: 12

### Totes les categories
- El pilot més jove a guanyar 3 campionats del món (20 anys, 266 dies)
- El pilot més jove a guanyar 4 campionats del món (21 anys, 237 dies)
- El pilot més jove a guanyar 5 campionats del món (23 anys, 242 dies)
- El pilot més jove a guanyar 6 campionats del món (24 anys, 268 dies)
- El pilot més jove a guanyar 7 campionats del món (25 anys, 246 dies)
- El pilot més jove a guanyar 8 campionats del món (26 anys, 231 dies)
- El pilot més jove de la història dels Grans Premis a aconseguir 50 victòries (22 anys, 243 dies)
- El pilot més jove de la història dels Grans Premis a aconseguir 60 victòries (24 anys, 219 dies)
- El pilot més jove de la història dels Grans Premis a aconseguir 70 victòries (25 anys, 260 dies)
- El pilot més jove de la història dels Grans Premis a aconseguir 80 victòries (26 anys, 245 dies)
- La quantitat major de pole positions de la història dels Grans Premis: 91
- El pilot més jove a guanyar 5 Grans Premis successius (Mugello-Silverstone-Assen-Montmeló-Sachsenring 2010)
- La quantitat major de victòries com a adolescent a totes les classes: 26
- El pilot més jove a guanyar almenys 1 cursa en 3 classes
- L'espanyol més jove a aconseguir una pole position (16 anys, 88 dies)
- El primer a aconseguir la pole position després d'haver participat a la qualificació 1 (Tailàndia 2018)
- Un dels dos únics germans a guanyar alhora sengles campionats del món de motociclisme (2014 i 2019, amb Àlex Márquez)[190]
- Líder de victòries de tots els temps (consecutives del 2013 al 2018) al Circuit de les Amèriques: 6[106]
- La quantitat major de pole positions consecutives al Circuit de les Amèriques: 7
- El primer i únic de la història a guanyar 8 vegades consecutives al mateix circuit: Sachsenring
- La quantitat major de victòries consecutives a Sachsenring: 11
- La quantitat major de pole positions consecutives a Sachsenring: 10
- El primer i únic de la història a guanyar 11 vegades consecutives al mateix circuit: Sachsenring
- La quantitat major de victòries consecutives a Indianapolis: 5
- El primer i únic de la història a guanyar 5 vegades al circuit de Misano